# Thérèse Kleindienst
Pour les articles homonymes, voir Kleindienst.
Thérèse Kleindienst, née le 25 octobre 1916 à Clamart et morte le 3 juillet 2018 à Givrand (près de Saint-Gilles-Croix-de-Vie),, est une bibliothécaire française.
Conservateur en chef, elle est secrétaire générale de la Bibliothèque nationale de France de 1962 à 1984. 

## Biographie
Thérèse Kleindienst naît le 25 octobre 1916 à Clamart, dans la Seine Elle est la fille de Marguerite et de Joseph Kleindienst, capitaine d'infanterie originaire d'Alsace, dont les parents ont choisi de demeurer français  et qui sera maire de Saint-Gilles-sur-Vie de 1956 à 1959.
Élève du lycée Victor-Duruy, elle est deux fois lauréate du concours général en histoire (3e prix en 1933, 5e accessit en 1934). Elle prépare le concours de l'École nationale des chartes à l'Institut catholique de Paris et parvient à intégrer l'École, en novembre 1935. Elle y soutient le 2 février 1939 sa thèse pour le diplôme d'archiviste paléographe, intitulée La topographie et l’exploitation des « marais de Paris » du XIIe siècle au XVIIe siècle, avec Julien Cain et Gustave Dupont-Ferrier comme examinateurs. Sa thèse est signalée au ministre de l'Éducation nationale, et elle sort 3e de l'École, avec le diplôme d'archiviste paléographe.
Elle enchaîne alors différentes missions avant d'obtenir un poste stable : elle passe l'été aux archives départementales de l'Oise où elle classe la série Q dans le cadre du 150e anniversaire de la Révolution française, et met à l'abri des documents en prévision de la guerre ; travaille quelques mois comme assistante d'Édouard Salin, au service documentation de la SNCF, pour le Cercle de la Librairie au sein de la Bibliothèque nationale et, enfin, au service des Prisonniers de guerre, dirigé par Jean Porcher.
Grâce au soutien de Charles Samaran, elle obtient un poste d'attachée à la Bibliothèque nationale le 1er janvier 1941, et passe bibliothécaire en novembre. Elle est successivement affectée au service du catalogue (bibliographie de la France-livres), au secrétariat (1942-1943) et aux archives (à partir d'octobre 1943). À la Libération, elle a l'occasion de voyager : au Maroc grâce à l'Association des lauréats du concours général, en Italie grâce à une bourse Pierron de l'École des chartes, en Grande-Bretagne, etc. Elle s'implique dans le fonctionnement de la profession au niveau national (chargée des cours d'administration pour le diplôme technique de bibliothécaire, à partir de 1948) et international (participation aux congrès de l'ICOM - Paris 1953, Vienne 1955, Amsterdam 1957, Copenhague 1959, Barcelone 1961 et à ceux de la Fédération internationale des associations de bibliothécaires - Bruxelles 1955, Paris 1957, La Haye 1966, Toronto 1967, Strbské Pleso 1978).
Elle est nommée conservateur le 17 avril 1954 et chevalier de la Légion d'honneur.  Pendant toutes ces années, elle organise les archives modernes de l'établissement.
Remarquée par Julien Cain - redevenu administrateur de la BN après la Guerre - dès sa scolarité à l'École des chartes, elle est nommée conservateur en chef le  1er janvier 1963, et secrétaire générale de la Bibliothèque nationale,. Elle contribue ainsi aux évolutions de l'établissement jusqu'en octobre 1984.
Elle contribue au fonctionnement et à la modernisation de la BN pendant près de vingt ans et poursuit son implication internationale (rôle dans la création du Centre italien de reproduction de la presse de Vigevano) et prend sa retraite le 25 octobre 1984. Elle avait été nommée officier de la Légion d'honneur en 1973. En 1984-85, elle préside la Société de l'École des chartes.
La commune de Saint-Gilles-Croix-de-Vie a rendu hommage à la bibliothécaire lors de son 100e anniversaire, le 25 octobre 2016.

## Ouvrages
- Note d'information sur la protection des collections contre les insectes et les champignons ou moisissures, 1953.
- Yvonne Labbé, Yvonne Ruyssen et Thérèse Kleindienst, Administration des bibliothèques, plusieurs éditions de 1952 à 1965. Ce livre a ensuite été repris par Marie-Thérèse Jarrige et Jean Péchenard et publié en 1990, pour l'édition actuelle, voir Référence:Administration et bibliothèques
- Le Livre et l'art : études offertes en hommage à Pierre Lelièvre, sous la dir. de Thérèse Kleindienst, ENSSIB / Somogy, 2000  (ISBN 2-85056-405-2)

Elle a participé en 1959 à deux des émissions de Robert Mallet sur la Bibliothèque nationale, la première sur le recrutement des bibliothécaires, la seconde sur la restauration et la reproduction des documents. 